# Августов храм у Пули
Августов храм у Пули је добро очувани римски храм у центру Пуле на средшњем градском тргу Форум. Саграђен је у 1. веку нове ере у за време владавине цара Веспазијана. Посвећен је беатификованом цару Августу.
Храм је смештен на подијуму с тетрастилним простилним тремом с коринтским стубовима. Грађен је у захтевној техници opus isodomum. Димензије храма су 8 × 17,3 метара. Има богато украшен фриз који је сличан фризу на већем и старијем храму Мезон Каре у Ниму, Француска.
Храм је првобитно био посвећен богињи Роми, персонификацији града Рима. За разлику од осталих храмова, где спада и храм Дивуса Августа, овај храм није био посвећен дивусу (божанском) Августу — што је била титула дата цару након његове смрти. Ово је, заједно са архитектонским стилом храма, омогућило археолозима да датирају храм у касни августовски период пре Августове смрти 14. године нове ере.
Под византијском управом, храм је претворен у цркву, што му је омогућило да преживи до модерних времена, када је претворен у спремиште жита, да би у 19. веку у њему био смештен музеј камених споменика. Током бомбардовања Пуле у Другом светском рату храм је погођен бомбом и готово у потпуности уништен, али је 1947. године реконструисан. Данас служи као лапидаријум у ком су изложене римске античке скулптуре од камена и бронзе.